# Хіма (футбольний клуб)
Футбольний клуб «Хіма» або просто «Хіма» — таджицький професіональний футбольний клуб з міста Душанбе.

## Історія
Футбольний клуб «Хіма» було засновано в 1954 році в Душанбе. В 2005—2007 роках виступав у Вищій лізі чемпіонату Таджикистану. Найкращим досягненням у національному чемпіонаті було друге місце, яке команда здобула в сезоні 2006 року. В 2006 та 2007 роках клуб виходив до фіналу національного кубку.

## Досягнення
- Чемпіонат Таджикистану
  -  Срібний призер (1): 2006

- Кубок Таджикистану
  -  Фіналіст (2): 2006, 2007

## Статистика виступів в національних турнірах
| Сезон | Ліга | Ліга | Ліга | Ліга | Ліга | Ліга | Ліга | Ліга | Ліга | Кубок Таджикистану | Бомбардир      | Бомбардир | Тренер |
| Сезон | Див. | Міс. | Іг.  | В    | Н    | П    | ЗМ   | ПМ   | О    | Кубок Таджикистану | Ім'я           | В лізі    | Тренер |
| ----- | ---- | ---- | ---- | ---- | ---- | ---- | ---- | ---- | ---- | ------------------ | -------------- | --------- | ------ |
| 2005  | 1-ий | 6-те | 18   | 6    | 5    | 7    | 29   | 29   | 23   | 1/4                |                |           |        |
| 2006  | 1-ий | 2    | 22   | 17   | 3    | 2    | 58   | 15   | 54   | Фіналіст           |                |           |        |
| 2007  | 1-ий | 5-те | 20   | 9    | 6    | 5    | 39   | 27   | 33   | Фіналіст           | Сухроб Хамідов | 21        |        |